# Дерегулювання
Дерегулювання або дерегуляція (від лат. regula — правило; англ. deregulation) — скасування чи скорочення державного регулювання в певній галузі суспільних відносин. Як правило означає зменшення контролю держави над веденням бізнесу, наприклад, для стимулювання вільної конкуренції на ринку. Сам термін інколи плутають з лібералізацією. Лібералізований ринок хоч і має в цілому менше регуляційних законних актів, однак, зазвичай, законодавчо стимулює ефективність виробництва та захищає права споживачів (як приклад - через антимонопольне законодавство).

## Суперечки
Критики дерегулювання та економічної лібералізації приводять вигоди від регулювання економіки та вважають що встановлення правил аж ніяк не спотворює ринок і дозволяє компаніям продовжувати бути конкурентноспроможними. 
Вони найчастіше посилаються на необхідність державного втручання в:
- Стимулювання конкуренції;
- Підтримка стандартів якості товарів та послуг;
- Захист прав споживачів (наприклад від шахрайства або банкрутства банку);
- Забезпечення достатнього інформування (наприклад, про особливості конкурентних товарів та послуг);
- Охорона довкілля (наприклад, за рахунок розвитку туризму);
- Гарантування широкого доступу до послуг (наприклад, забезпечення малорозвинутих районів

## Дерегуляція в Україні
Розпорядженням Кабінету Міністрів України від 18 березня 2015 р. № 357-р затверджений «План заходів щодо дерегуляції господарської діяльності».